# Zanamivir
Zanamivír je protivirusna učinkovina, ki se uporablja za zdravljenje in preprečevanje gripe, ki jo povzročajo virusi influence A in influence B. Spada v skupino zaviralcev nevraminidaze. Razvilo ga je avstralsko biotehnološko podjetje Biota Holdings, leta 1990 pa je licenco kupilo farmacevtsko podjetje Glaxo. Dovoljenje za promet je v ZDA zdravilo pridobilo leta 1999, sprva le za zdravljenje gripe. Leta 2006 jo je ameriški Urad za hrano in zdravila odobrilo tudi za preprečevanje okužbe z gripo A in B. V Sloveniji je zdravilo odobreno od leta 2000. Zanamivir je bil prva učinkovina iz skupine zaviralcev nevraminidaze, ki je prišla na trg. Podjetje GlaxoSmithKline ga trži pod zaščitenim imenom Relenza. Zdravilo je na voljo v obliki za inhaliranje. Na trgu je tudi zdravilo v obliki za infundiranje pod zaščitenim imenom Dectova in se uporablja za zdravljenje zapletenih oblik gripe. Zaradi neustrezne biološke uporabnosti po peroralni aplikaciji se ne more uporabljati v obliki peroralnih pripravkov.

## Klinična uporaba
Zanamivir v obliki praška za inhaliranje se uporablja za:
- zdravljenje gripe (influence),  ki jo povzročajo virusi influence A in influence B, in sicer pri odraslih in otrocih (starih 5 let in starejših), ki imajo značilne simptome influence;
- preprečevanje okužbe virusi influence A in influence B kot poizpostavitvena zaščita (pri odraslih in otrocih, starih 5 let in starejših, ki so bili v stiku z osebo iz skupnega gospodinjstva s klinično diagnozo bolezni). V času izbruha bolezni med prebivalstvom se lahko uporablja za sezonsko zaščito influence A in influence B, vendar le v izjemnih okoliščinah (npr. v primeru neujemanja med krožečim in cepilnim sevom in v primeru pandemije).

Na trgu je tudi zanamivir v obliki za infundiranje in se uporablja za zdravljenje zapletenih in potencialno življenjsko ogrožajočih okužb z virusom influence A ali B pri odraslih in otrocih (starih 6 mesecev ali več), če  je bolnikov virus influence znano ali domnevno odporen proti drugim zdravilom proti gripi razen zanamivirja oziroma če druga protivirusna zdravila za zdravljenje influence (vključno z zanamivirjem za inhaliranje) za konkretnega bolnika niso primerna.

## Neželeni učinki
Najpogosteje poročani neželeni učinki, ki so morda ali verjetno povezani z zanamivirjem po dajanju z inhalacijo, so izpuščaj, alergijski tip reakcij (vključno z orofaringealnim edemom), vazovagalnim podobne reakcije, bronhospazem, oteženo dihanje (dispneja), občutek stiskanja v žrelu ali konstrikcija žrela in koprivnica. Bolniki načeloma zdravilo dobro prenašajo in pogostnost neželenih učinkov je bila v preskušanjih podobna kot pri placebu. Opozarjajo pa, da je ob pri zdravljenju bolnikov, ki imajo drugo bolezen dihal (KOPB ali astmo), potrebna posebna previdnost, saj so pri njih poročali o pojavu bronhospazma in možnem poslabšanju respiratorne funkcije. Ob sumu na poslabšanje respiratorne funkcije je potrebna takošnja ukinitev zdravljenja.
Najpogosteje poročani neželeni učinki, ki so morda ali verjetno povezani z intravenski dajanjem zanamivirja, so povišana raven alanin-aminotransferaze (pojavlja se pri 2 % bolnikov), povišana raven aspartat-aminotransferaze (1 %), okvara jetrnih celic (1 %), driska (1 %) in izpuščaj (1 %). Najpomembnejši resni neželeni učinek je bila okvara jetrnih celic, ki se pojavlja pri manj kot 1% bolnikov.

## Mehanizem delovanja
Zanamivir je visoko selektiven zaviralec nevraminidaze, encima na površini virusa influence. Virusna nevraminidaza omogoča sproščanje na novo nastalih virusnih delcev iz okuženih celic, olajša pa lahko tudi dostop virusa preko sluzi do površja epitelijskih celic in tako omogoči virusno okužbo drugih celic. Z zaviranjem nevraminidaze tako zanamivir preprečuje sproščanje novo nastalih virusov influence iz okuženih celic in s tem nadaljnje okužbe novih celic. Deluje na viruse influence A in influence B.